# 藤井啟輔
藤井啓輔（日语：／ Fujii Keisuke，1975年11月27日—）是日本男性聲優。富山縣出身，隸屬Kenyu Office事務所。

## 出演作品

### 電視動畫
2003年
- DEAR BOYS（田徑隊員）

2004年
- サムライチャンプルー（手下）
- 妄想代理人（男）

2005年
- AIR（追手）
- 巌窟王（レポーター）

2006年
- オーバン・スターレーサーズ（スタン）
- おとぎ銃士 赤ずきん（村人）
- 学園ヘヴン BOY'S LOVE HYPER!（刺客3）
- Kanon（第2作）（観客）
- 内閣權力犯罪強制取締官 財前丈太郎（高辻征太郎）
- NANA（佐藤公一）
- 西の善き魔女 Astraea Testament（兵士C）
- まじめにふまじめ かいけつゾロリ（運転手）

2007年
- 偶像大師 XENOGLOSSIA（幹部A）
- 風之聖痕（地術士）
- 結界師（轟）
- 瀨戶的花嫁（アジ太郎）

2008年
- CLANNAD（ラグビー部員）
- CLANNAD 〜AFTER STORY〜（不良）
- シゴフミ（警官）
- 強襲魔女（研究者）
- S・A〜スペシャル・エー〜（中村）
- 秀逗魔導士 REVOLUTION（ポーター）
- 隠王（警備員）
- 我家有個狐仙大人（大塚、泥目、男性旁白、店員、男學生、工作人員、武者小路〈作家〉、狼人）

2009年
- 東京地震8.0（ハイパーレスキュー隊）

2010年
- 無法掙脫的背叛（デュラス、バュー）

2011年
- 火影忍者疾風傳（猿飛蒜山〈幼少時代〉）
- 惡魔奶爸（美破、不良N）

2014年
- Re：␣ 超能偵探社（櫻井）
- 信長協奏曲

2016年
- 幸運邏輯（劍廉太郎）

2018年
- 多田君不戀愛（武士、家庭、活動工作人員）

2022年
- Delicious Party ♡ 光之美少女（菓彩秀一）

### OVA
- 瀨戶的花嫁OVA（アジ太郎、零組生徒）

### 遊戲
2010年
- CLOCK ZERO 〜終焉の一秒〜（長）

2011年
- CLOCK ZERO 〜終焉の一秒〜 Portable（長）

2012年
- ストリートファイター X 鉄拳（マーシャル・ロウ）

2013年
- 三國轉珠大戰（韓遂、公孫瓚）

2014年
- 第3次スーパーロボット大戦Z 時獄篇

2015年
- CLOCK ZERO 〜終焉の一秒〜 ExTime（長、芳宗[1]）

2016年
- 碧藍幻想（アウギュステ区長）
- 三國志13
- 真三國無雙英傑傳（旁白）

### 吹替
電視/電影
| 作品年份 | 作品名稱                         | 配演角色                 | 演員                  | 媒介                             |
| -------- | -------------------------------- | ------------------------ | --------------------- | -------------------------------- |
| 2008     | 乜都得先生                       | Peter                    | 畢列·谷巴             | 影碟版本                         |
| 2009     | 39號特案                         | Douglas J Ames           | 畢列·谷巴             | 影碟版本                         |
| 2004     | 亞歷山大帝                       | 卡山德                   | 尊立頓·麥亞斯         | 影碟版本                         |
| 2010     | 特攻巴黎                         | Charlie Wax              | 尊立頓·麥亞斯         | 影碟版本                         |
| 2006     | 大話妹                           | 薛功燦                   | 李棟旭                | 東京電視台/DVD版本               |
| 2007     | 最佳浪漫                         | 姜宰赫                   | 李棟旭                | DVD版本                          |
| 2000     | Power Rangers: Lightspeed Rescue | Chad Lee （Blue Ranger） | Michael Chaturantabut | 錄像帶/Super!DramaTV頻道/DVD版本 |
| 2002     | 愛情白皮書                       | 趙松崗                   | 李元伯                | Mxtv頻道/DVD版本                 |
| 2006     | 職業特工隊3                      | Rick                     | 亞倫·保羅             | 富士電視台版                     |
| 2006     | 雪之女王                         | 徐健宇                   | 林周煥                | BS JAPAN/DVD版本                 |
| 2006     | 巴黎，我爱你                     | 印刷工人                 | 伊里斯·麥康利         | 影碟版本                         |
| 2006     | 繁殖                             | 邁特                     | 艾力·利維里           | DVD版本                          |
| 2007     | 搏激戰                           | Goi                      | 姜成鎬                | DVD版本                          |
| 2007     | 生死交鋒                         | Bobby Z                  | 傑生·路易斯           | DVD版本                          |
| 2008     | 海角七號                         | 馬拉桑                   | 馬念先                | DVD版本                          |
| 2011     | 新水滸傳                         | 豹子頭·林沖              | 胡東                  | DVD版本                          |
| 2013     | Broadchurch小鎮疑雲(S1)          | Paul Coates              | 阿瑟·達維爾           | WOWOW頻道                        |
| 2015     | Broadchurch小鎮疑雲(S2)          | Paul Coates              | 阿瑟·達維爾           | WOWOW頻道                        |

## 外部連結
- 事務所公開簡歷 （页面存档备份，存于）（日語）